# Ángel Acosta
Ángel Acosta (* 8. Oktober 1990 in San Juan, Puerto Rico als Ángel Acosta Gómez) ist ein puerto-ricanischer Boxer im Halbfliegengewicht und aktueller Weltmeister der WBO.

## Amateurkarriere
Bei den Amateuren war Acostas größter Erfolg der Gewinn der Goldmedaille bei den Zentralamerika- und Karibikspielen im Jahre 2010 in Mayagüez, Puerto Rico.

## Profikarriere
Am 17. November 2012 debütierte Acosta mit einem Sieg durch technischen K. o. in Runde 3 über seinen Landsmann Alexis Diaz.
Gegen Kosei Tanaka trat er im Mai 2017 um die WBO-Weltmeisterschaft an und unterlag einstimmig nach Punkten.
Am 2. Dezember desselben Jahres boxte er gegen Juan Alejo abermals um den Weltmeistertitel der Verbandes WBO und gewann durch T.K.o. in der 10. Runde.